# 7인의 부활
《7인의 부활》은 2024년 3월 29일부터 2024년 5월 18일까지 방송된 SBS 금토 드라마이다.
본 작품은 《7인의 탈출》 두 번째 시즌이자 마지막 시즌 드라마 프로그램이다.

## 프로그램 소개
리셋된 복수의 판, 다시 태어난 7인의 처절하고 강렬한 공조를 다룬 드라마

## 제작진

### 제작사
- 스튜디오 S
- 초록뱀미디어

### 제작
- 한정환
- 서장원
- 유호성

### 극본
- 김순옥

### 연출
- 오준혁 : SBS 월화 드라마 《치얼업》(공동 연출), SBS 금토 드라마 《7인의 탈출》(공동 연출) 연출
- 오송희 : 《BEGINS ≠ YOUTH》(조연출) 연출

## 시청률
최저 시청률과 최고 시청률은 시청률 조사회사와 지역별로 시청률에 차이가 있을 수 있습니다.
| 2024년 | 2024년   | 2024년         | 2024년       | 2024년 |
| 회차   | 방송일   | 닐슨 시청률    | 닐슨 시청률  |        |
| 회차   | 방송일   | 대한민국(전국) | 서울(수도권) |        |
| ------ | -------- | -------------- | ------------ | ------ |
| 제1회  | 3월 29일 | 4.4%           | 5.0%         |        |
| 제2회  | 3월 30일 | 3.2%           | 3.7%         |        |
| 제3회  | 4월 5일  | 3.8%           | 4.5%         |        |
| 제4회  | 4월 6일  | 2.7%           | 3.2%         |        |
| 제5회  | 4월 12일 | 3.1%           | 3.4%         |        |
| 제6회  | 4월 13일 | 2.4%           | 2.9%         |        |
| 제7회  | 4월 19일 | 3.3%           | 3.7%         |        |
| 제8회  | 4월 20일 | 2.3%           | 2.6%         |        |
| 제9회  | 4월 26일 | 3.8%           | 4.4%         |        |
| 제10회 | 4월 27일 | 2.1%           | 2.5%         |        |
| 제11회 | 5월 3일  | 3.5%           | 3.9%         |        |
| 제12회 | 5월 4일  | 3.0%           | 3.6%         |        |
| 제13회 | 5월 10일 | 3.3%           | 3.2%         |        |
| 제14회 | 5월 11일 | 3.1%           | 3.3%         |        |
| 제15회 | 5월 17일 | 3.2%           | 3.5%         |        |
| 제16회 | 5월 18일 | 4.1%           | 4.5%         |        |

## 편성 변경
- 2024년 4월 6일 : 방송 시간이 10분 늘어난 관계로 9시 50분으로 편성 변경. (4회)
- 2024년 4월 13일 : 방송 시간이 10분 늘어난 관계로 9시 50분으로 편성 변경. (6회)

## 수상 목록
- 2024년 SBS 연기대상 여자 신인연기상 (유주)
- 2024년 SBS 연기대상 시즌제 드라마 부문 여자 조연상 (심이영)
- 2024년 SBS 연기대상 시즌제 드라마 부문 여자 우수연기상 (이유비)

## 참고 사항
- 조윤희, 이준은 영화 《럭키》에 이어 7년 만에 재회하여 캐스팅 되었다.
- 황정음, 이덕화는 SBS 월화 드라마 《자이언트》, KBS 2TV 수목 드라마 《비밀》에 이어 세 번째로 재회하여 캐스팅 되었다.
- 엄기준, 조재윤은 SBS 월화 드라마 《피고인》, SBS 수목 드라마 《흉부외과 - 심장을 훔친 의사들》 SBS 월화 드라마 《펜트하우스》, SBS 금토 드라마 《펜트하우스 2》, SBS 금요 드라마 《펜트하우스 3》에 이어 여섯 번째로 재회하여 캐스팅 되었다.
- 조재윤, 이유진은 JTBC 금토 드라마 《스카이 캐슬》 이후 5년 만에 재회하여 캐스팅 되었다.
- 엄기준, 심이영은 SBS 수목 드라마 《흉부외과 - 심장을 훔친 의사들》 이후 5년 만에 재회하여 캐스팅 되었다.
- 전현무가 특별 출연 물망에 올랐으나[2] 스케줄 문제 탓인지 불발됐다.
- 씨엔블루 이정신, 체리블렛 유주는 FNC 엔터테인먼트에 소속되어 있다.
- 황정음은 이 드라마로 2024 SBS 연기대상 대상 후보에 올랐으나, 장나라에 밀려 대상에는 실패했다.

## 같이 보기
- 2024년 대한민국의 텔레비전 드라마 목록